# Algar de Palancia
Algar de Palancia település Spanyolországban, Valencia tartományban. Algar de Palancia Alfara de la Baronia, Sagunt, Soneja, Sot de Ferrer és Segorbe községekkel határos. Lakosainak száma 542 fő (2024).

## Népesség
A település lakosságának változását az alábbi diagram mutatja:
| Lakosok száma | 420  | 461  | 542  | 558  | 555  | 495  | 471  | 481  | 498  | 542  |
|               | 2001 | 2004 | 2007 | 2009 | 2012 | 2014 | 2017 | 2019 | 2022 | 2024 |